# Лиутвин

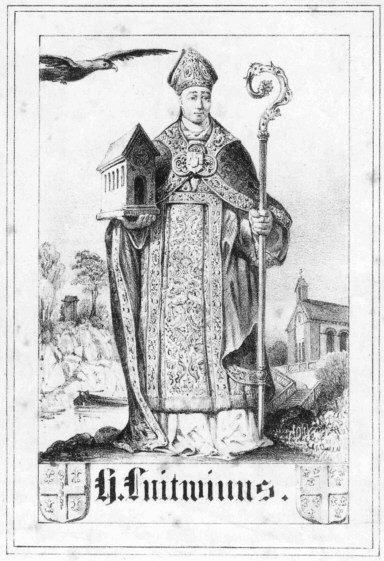

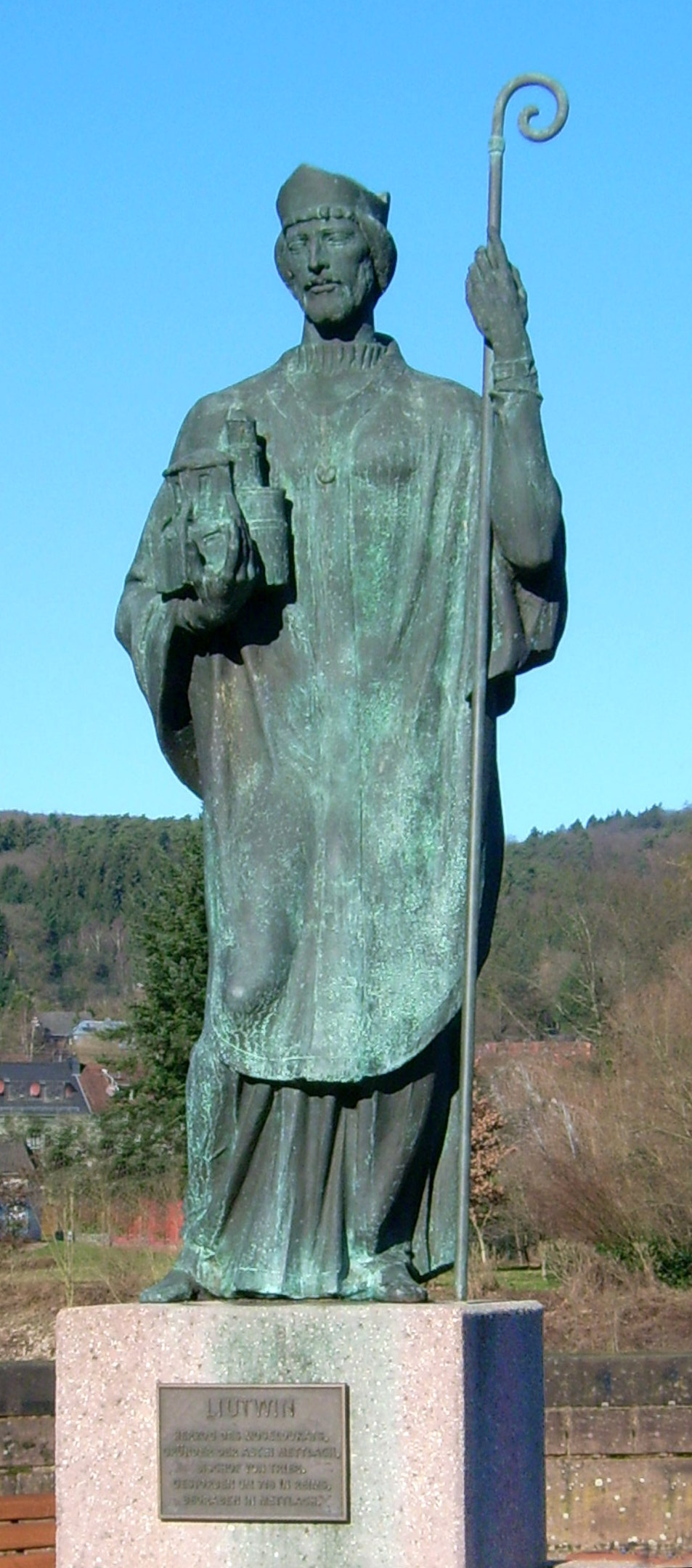
Епископ Лиутвин в Метлах

Святой Лиутвин (Lutwin, Ludwin, Leodewin, лат. Lutwinus) с древененемецкого языка liuti (народ, вооруженные люди) + wini (друг): друг народа (? — 29 сентября 717) — один из основателей монастыря в Метлахе. Занимал епископские кафедры Реймса, Трира, Лана. День памяти 23 сентября. Каждый год в Метлахе за неделю до Пятидесятницы проводится праздничное шествие под названием Lutwinuswallfahrt, когда по улицам города проносят мощи святого Лиутвина.

## Биография
Лиутвин происходил из знатного франкского имперского дворянства. Его отцом был святой Варин (Гверин).
Изначально он собирался сделать карьеру при дворе и действительно при каролингских майордомах он занимал высокие административные посты. Он женился на девушке из рода Робертинов. Его детьми были сыновья Милон, Видо (основатель рода Гвидонидов) и, возможно, дочь Ротруда, жена Карла Мартелла.
Легенда гласит, что Лиутвин однажды охотился поблизости от реки Саар, остановился отдохнуть на поляне и заснул. В это время над ним парил орёл и защищал его таким образом от солнца. Проснувшись, и заметив орла, Лиутвин расценил это события как божий знак. Он основал на этом месте часовню посвященному святому Дионисию. Эта часовня вскоре превратилась в христианский миссионерский центр. На его месте сейчас расположен костёл святого Гандольфа в Метлахе.
Около 690 года он основал в лесной местности на нижнем Сааре бенедиктинский монастырь Метлах. После смерти своего дяди Базина в 705 году стал епископом Трирским.
В списках епископов Реймса он является епископом города с 691 по 717 год. Позже он становится епископом Лана. Таким образом, Лиутвин является одним из видных франкских сановников своего времени.
В 717 году Лиутвин умер в Реймсе, где и был похоронен. Его преемником на епископских кафедрах Реймса и Трира стал его сын Милон. Милон хотел похоронить отца на его родине в Трире. Согласно традиции не было возможности похоронить Лиутвина в Трире. Поэтому было решено, чтобы мёртвый сам выбрал себе место. Гроб был перенесен на корабль, который плыл по Мозель, затем стал подниматься по Саару, наконец когда корабль остановился в Метлахе, колокола в городе начали звонить сами собой. Так Лиутвин был похоронен в монастыре святой Марии в Метлахе.

## Посмертное почитание
Сообщения о чудесах, происходивших на могиле епископа, быстро распространились среди населения близлежащих земель и Марии была перестроена в восьмиконечное здание наподобие Ахенской часовню Карла Великого. Эта часовня сейчас известна как старая башня (Alte Turm) в Метлахе и считается старейшим каменным зданием сохранившимся в земле Саар.
В 1247 году мощи были перенесены в специально построенную часовню Лиутвина. Примерно через 200 лет останки святого опять были перезахоронены, на этот раз в часовне при монастырской церкви. Здание часовни после французской революции стало принадлежать семье промышленников по фамилии Бох. В связи с ветхостью здание было разрушено и Бохи за свой счёт построили собор Лиутвина, куда были перенесены мощи святого.
Своеобразный мемориал должен был быть открыт 29 сентября, в день смерти Лиутвина. Этот день также является днем архангела Михаила. С XVIII века традиционно день памяти Лиутвина отмечается 28 сентября. После Второго Ватиканского собора в конечном итоге день памяти Лиутвина было решено отмечать в один день с его дядей Басином — 23 сентября.